# Le Kimono rouge
 (août 2024).
Si vous disposez d'ouvrages ou d'articles de référence ou si vous connaissez des sites web de qualité traitant du thème abordé ici, merci de compléter l'article en donnant les références utiles à sa vérifiabilité et en les liant à la section « Notes et références ».
Le Kimono rouge (ビゴーを知っていますか, Bigō o shitte imasuka, litt. « connaissez-vous Bigot ? ») est une mini-série, diffusée le 9 octobre 1982 sur les chaînes NHK et Antenne 2, coproduction télévisuelle franco-japonaise, réalisée par Olivier Gérard et Yuji Murakami.

## Synopsis
Biopic de la vie du peintre caricaturiste français Georges Ferdinand Bigot émigré au Japon de l'ère Meiji où il rencontre la célébrité avant d'être contraint de retourner dans l'anonymat de son pays natal à la suite de ses prises de position antimilitaristes.

## Fiche technique
- Titre français : Le Kimono rouge
- Titre japonais : ビゴーを知っていますか (Bigō o shitte imasuka?, litt. « connaissez-vous Bigot ? »)
- Réalisation : Olivier Gérard et Yuji Murakami
- Musique : Isao Tomita et Claude Debussy

## Distribution
- Yves Beneyton
- Kristian Fredric
- Katia Tchenko
- Yōko Shimada
- Bunta Sugawara

## Diffusion
La série est diffusée au Japon sur NHK et en France sur Antenne 2.

## Réception
La série est lauréate de la 11e édition du Emmy Award for Excellence aux États-Unis et du 22e Japan Television Technology Award.

## Récompenses
- Emmy Award en 1983